# Ếch Hamilton
Ếch Hamilton (tên khoa học Leiopelma hamiltoni) là một con ếch bản địa nguyên thủy của New Zealand, một trong bốn loài còn tồn tại thuộc họ Leiopelmatidae. Những con đực giữ những quả trứng để bảo vệ chúng và cho phép những con nòng nọc để leo lên lưng của mình, nơi chúng đực giữ ẩm. Tên của nó được lấy theo Harold Hamilton.